# ALTRAN
ALTRAN – język obliczeń symbolicznych - nazwa pochodzi od połączenia słów od ALgebra TRANslating System, będący rozszerzeniem FORTRANU rozwiniętym ok. 1968 przez W.S. Browna w Bell Labs pozwalającym manipulować operacjami algebraicznymi. Jeden ze słynniejszych kompilatorów tego języka stworzył Dennis M. Ritchie (również Bell Labs).